# Al-Kanadisa
Al-Kanadisa (ar. القنادسة, fr. Kenadsa) – miasto w północnej Algierii, w prowincji Baszszar.